# Exacum millotii
Exacum millotii är en gentianaväxtart som beskrevs av Jean-Henri Humbert. Exacum millotii ingår i släktet Exacum och familjen gentianaväxter. Inga underarter finns listade i Catalogue of Life.